# Agneskerk (Goutum)
De Agneskerk is een kerkgebouw in Goutum in de Nederlandse provincie Friesland.

## Beschrijving
De kerk was oorspronkelijk gewijd aan de heilige Agnes. De eenbeukige kerk uit de 12e eeuw op een terp werd in de 15e eeuw verbouwd. De zadeldaktoren uit de 15e eeuw is enkele malen hersteld. De klok uit 1511 is gegoten door Geert van Wou. Op de wijzerplaat staat het jaartal 1737. De kerk is een rijksmonument. Van de familie Cammingha zijn er wapenborden en een grafkelder. Het orgel uit 1864 is gemaakt door L. van Dam en Zonen.

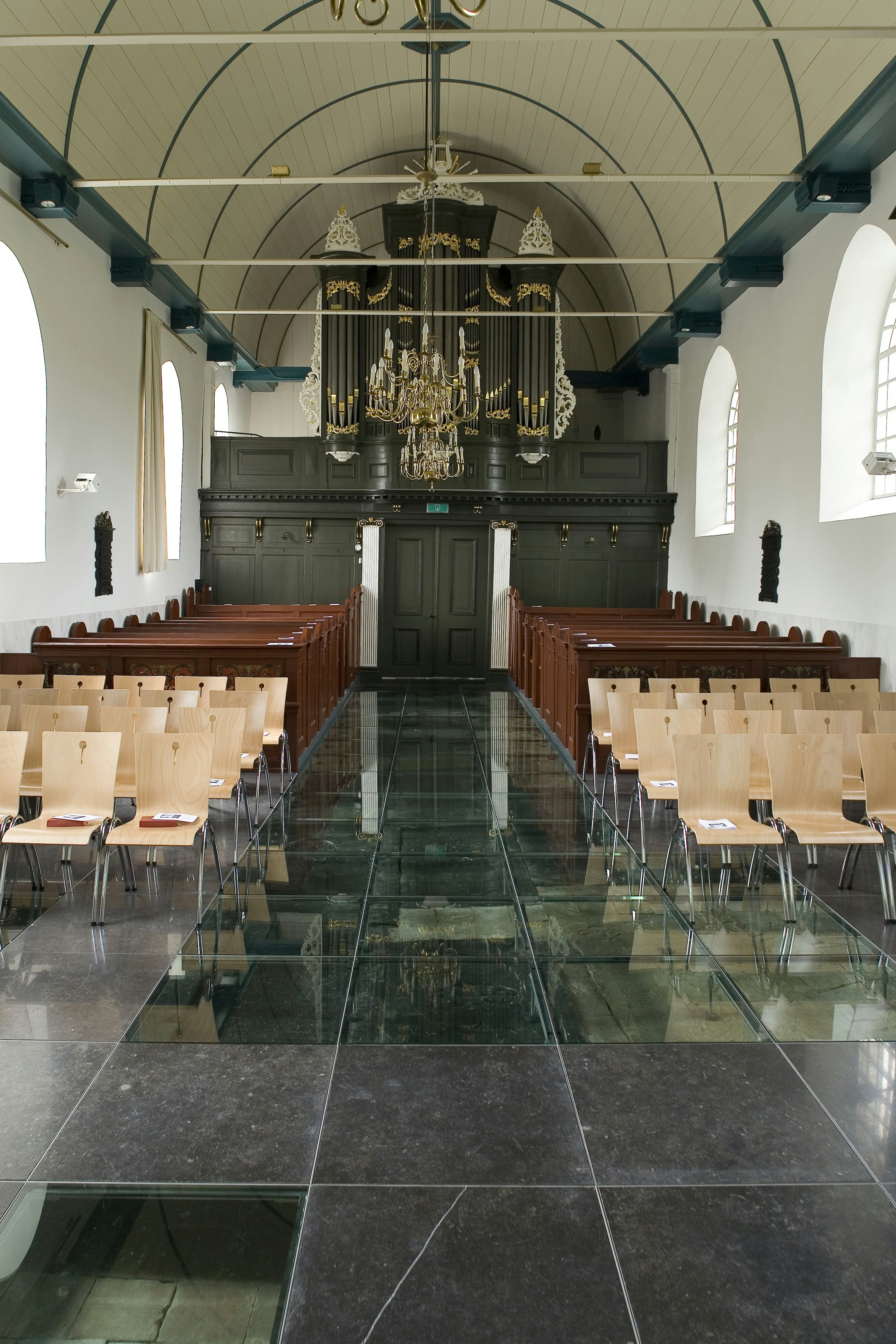
Interieur met nieuwe vloer
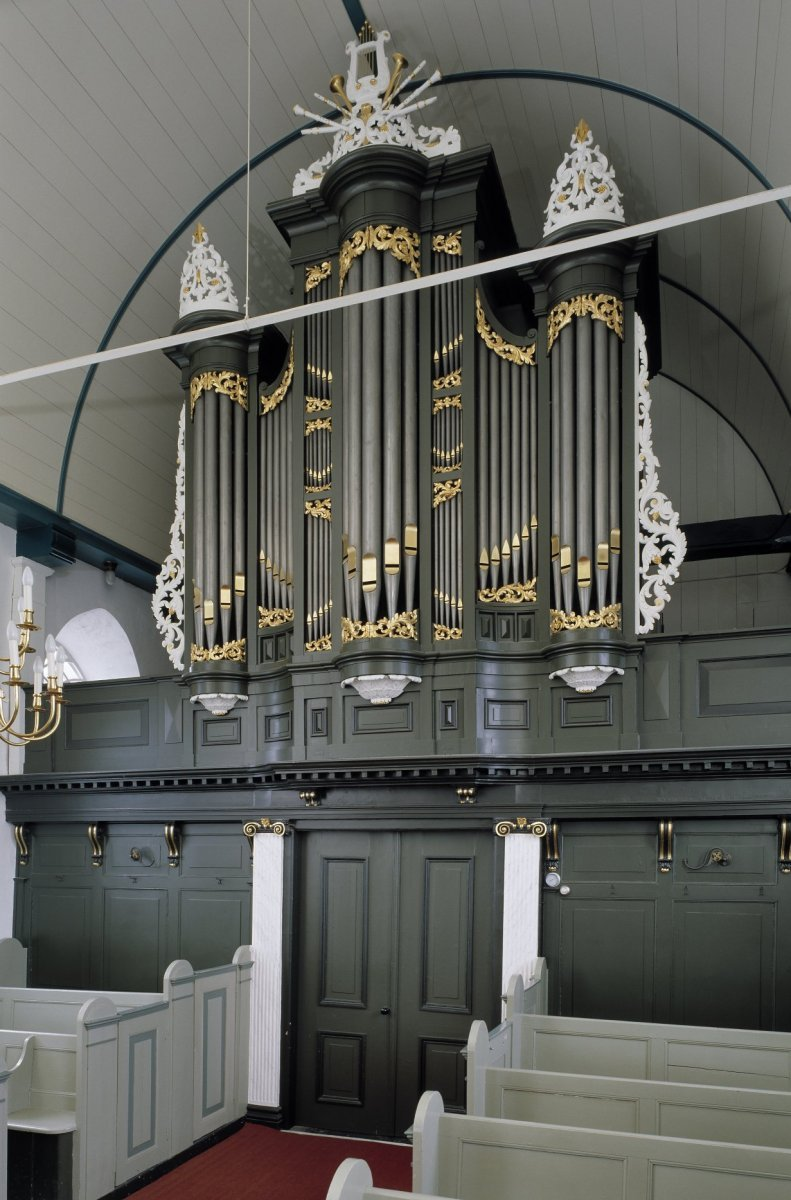
Interieur met orgel
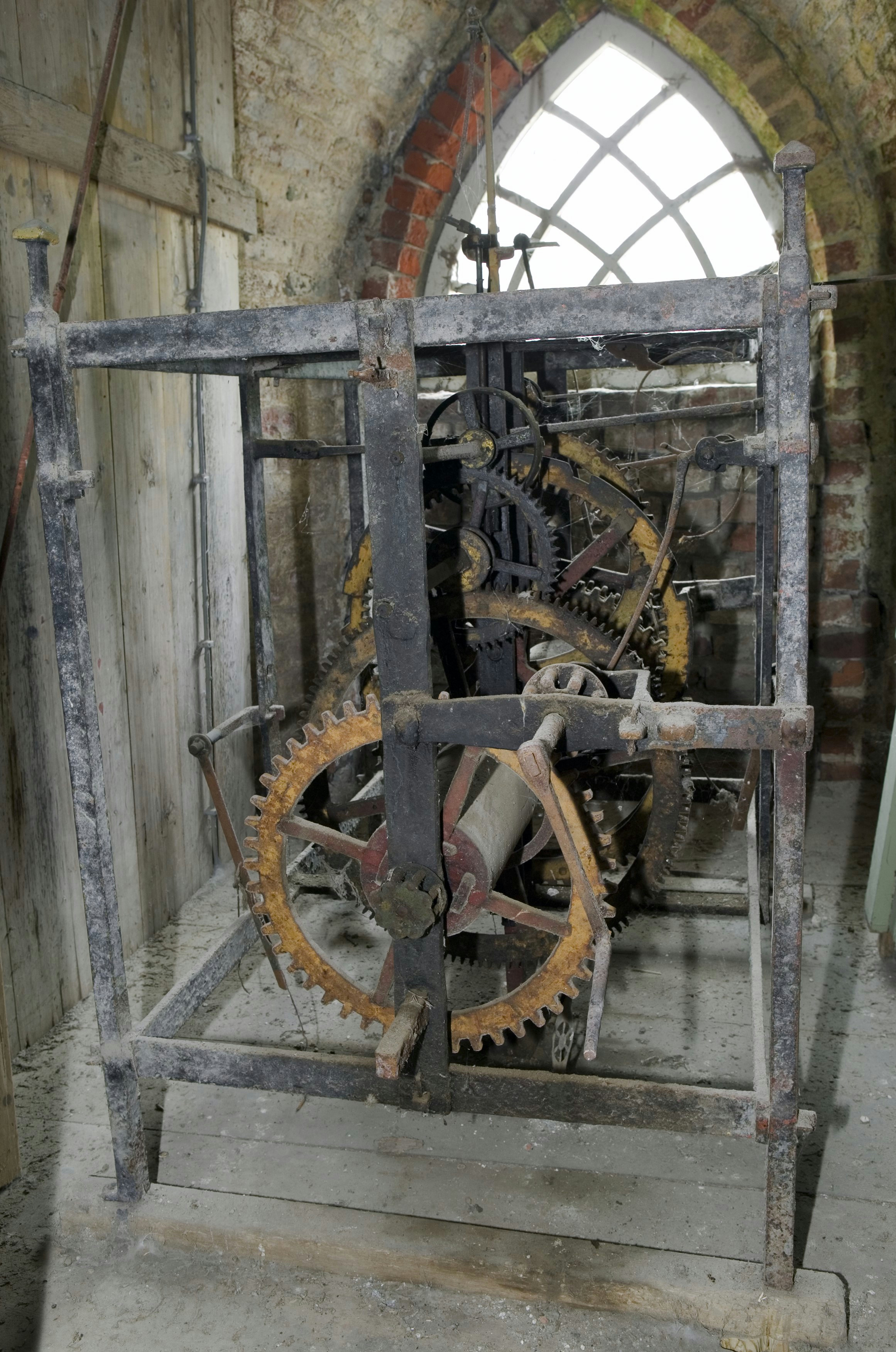
Torenuurwerk
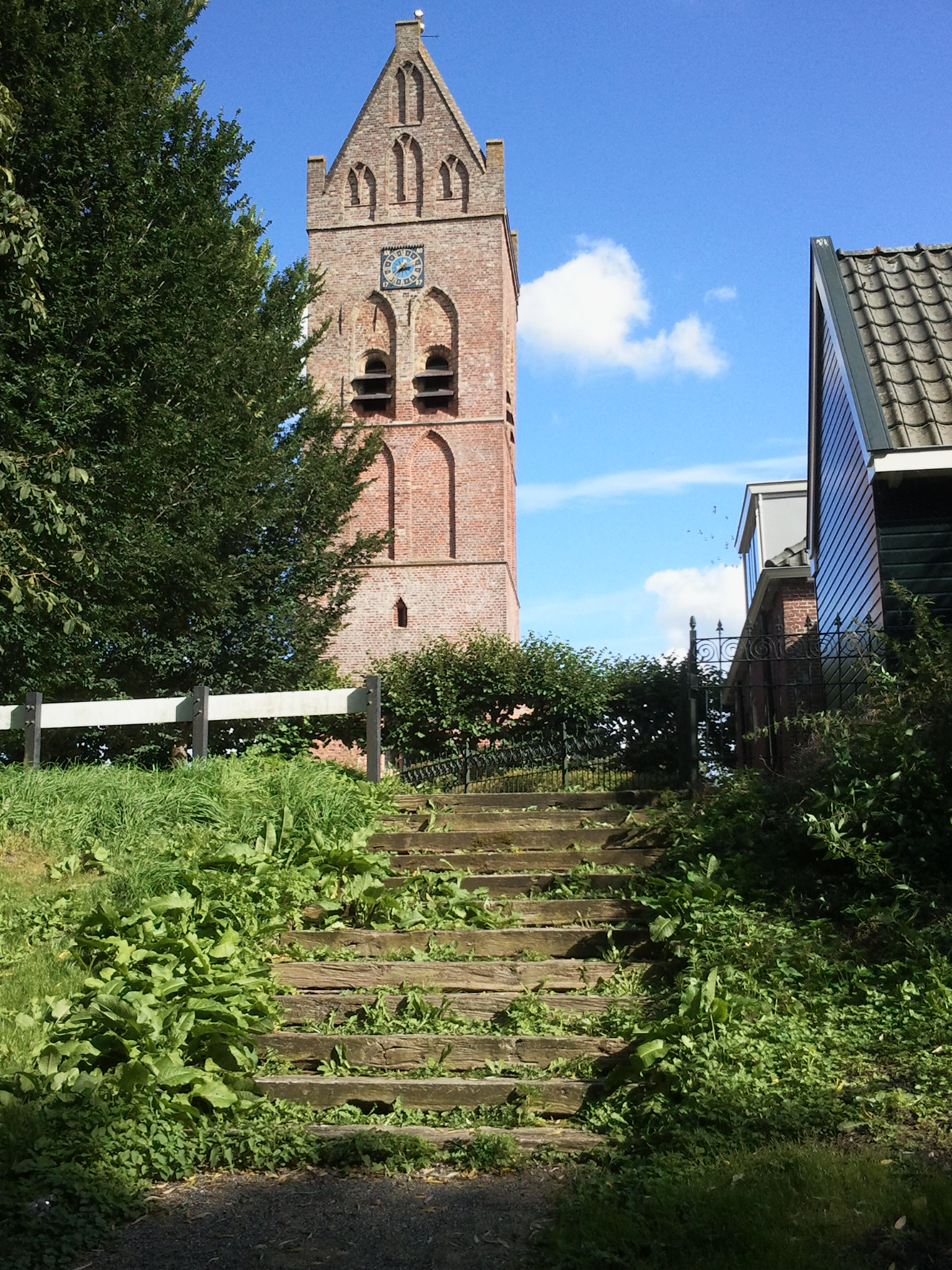
Kerktoren westzijde